# Bergkvara Group
Bergkvara Group AB är moderbolag i en transportkoncern inom kollektiv-, skol- och beställningstrafik samt fordonsservice för samtliga färdmedel. Bolaget grundades genom fusion den 2 december 2024 genom dåvarande varumärken Bergkvarabuss AB, Mekka Traffic Group och Traveller Buss. I dagsläget har koncernen drygt 2 400 anställda i olika bolag och 1 350 bussar i Sverige.

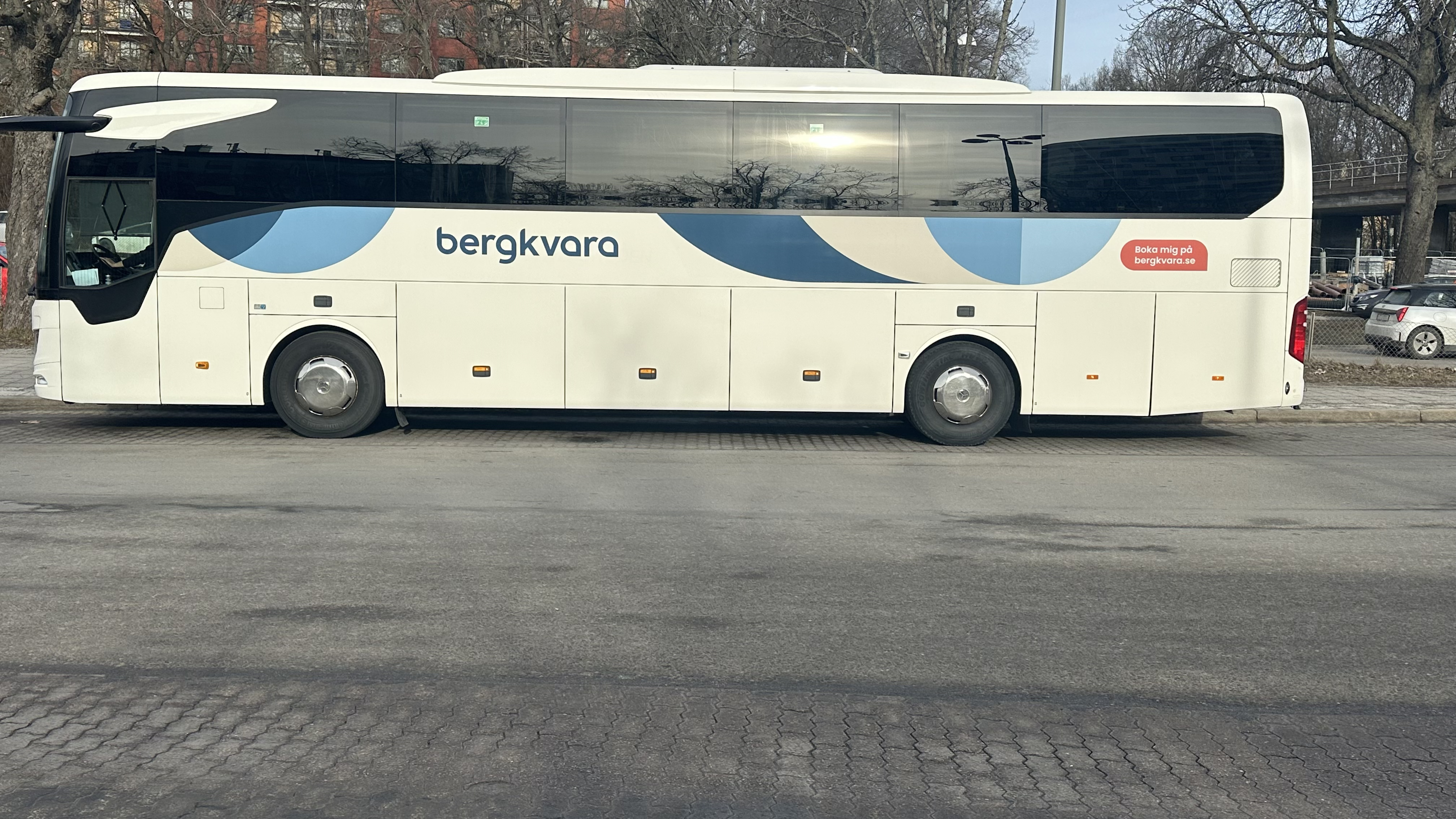
En av Bergkvaras turistbussar vid Brommaplan.

Bergkvara är en av de största bolagen som bedriver kollektivtrafik på entreprenad. Bland annat utför Bergkvara närtrafiken för Storstockholms Lokaltrafik (SL), busstrafik för Skånetrafiken och en stor del av trafiken för Kalmar Länstrafik.
Bergkvara kör rikstäckande beställningstrafik och Fjällexpressen.
Dotterbolaget Stockholms Spårvägar bedriver järnvägs- och spårvägstrafik i Stockholm. 